# غلفانية

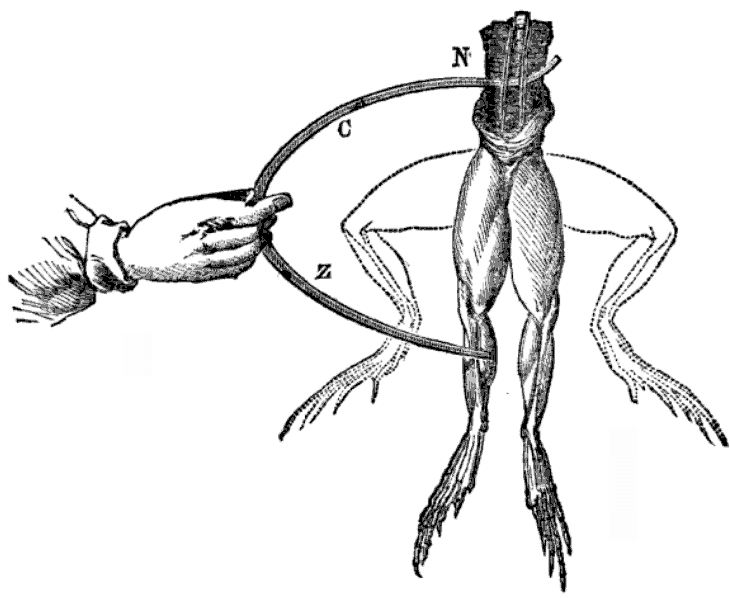
الكلفانية: تلمس الأقطاب الكهربائية ضفدعًا وتتأرجح الأرجل في الوضع التصاعدي

الغلفانية أو الكَلفَانِيَّة أو الغَلوَانِيَّة مصطلح اخترعه الفيزيائي والكيميائي ألسّندرو فلط في أواخر القرن الثامن عشر للإشارة إلى توليد التيار الكهربائي بتفاعل كيميائي. جاء المصطلح أيضًا للإشارة إلى اكتشافات تحمل الاسم نفسه ، لويجي غلفاني ، وتحديداً توليد التيار الكهربائي داخل الكائنات الحية وتقلص / تشنج أنسجة العضلات الحية عند ملامستها للتيار الكهربائي. اعتقد غلفاني أن اكتشافه كان تأكيدًا على وجود «الكهرباء الحيوانية» وهي قوة حيوية تمنح الحياة للمادة العضوية، بيد أن فُلط نظرية وأثبت لاحقًا أن ظاهرة الغلفانية الخاصة به قابلة للتكرار باستخدام مواد خاملة.